# Willi Tesch
Willi Tesch (* 2. Januar 1969 in Nowosibirsk, Russische SFSR) ist ein ehemaliger deutscher Eishockeyspieler, der während seiner Karriere unter anderem für den ERC Westfalen Dortmund 1990, den EC Devils Königsborn und dem Herner EV in der 1. Liga Nord aktiv war. Aktuell ist er Trainer des Regionalligisten Königsborner JEC.

## Karriere
Tesch stand seit der Saison 1989/90 im Kader des ERC Westfalen Dortmund, für den er in seiner ersten Spielzeit sechs Mal zum Einsatz kam und dabei keinen Scorerpunkt erzielen konnte. Anschließend ging der Verein im Jahr 1990 bankrott und der gelernte Verteidiger sah sich darauf gezwungen, den Arbeitgeber zu wechseln. Im Sommer 1993 kehrte er nach Dortmund zurück und schloss sich dem Nachfolgeverein ERC Westfalen Dortmund 1990 an, mit dem er daraufhin in der Oberliga aktiv war. Eine Spielzeit später, nach der Einführung der Deutschen Eishockey Liga, wurde der ERC in die damals dritthöchste deutsche Spielklasse, die 1. Liga Nord, eingeteilt. Dort spielte er mit den Westfalen bis zum Ende der Saison 1995/96, da der Verein erneut in finanzielle Schwierigkeiten kam und seine Profimannschaft schließlich vom Spielbetrieb abmelden musste.
Anschließend wechselte er innerhalb der Liga zum EC Devils Königsborn und zur Saison 1997/98 zum Herner EV. Im Sommer 1999 überzeugten ihn die Verantwortlichen des EHC Dortmund, der mittlerweile wieder in der Regionalliga spielte, von einem erneuten Engagement bei seinem langjährigen Arbeitgeber. Tesch entschloss sich für die Elche und stand daraufhin, ausgenommen von einem etwas mehr als einjährigen Intermezzo beim Ligarivalen Herner EV, in den nächsten sieben Jahren im Dortmunder Kader. In dieser Zeit konnte er mit dem EHC zwar keine nennenswerten Erfolge, außer einem dritten Platz in der Aufstiegsrunde zur Oberliga der Saison 2005/06, feiern, allerdings gelang es ihm, mehrere vereinsinterne Spielerrekorde aufzustellen. So gehört er mit 177 Ligaspielen und 108 Assists zu den Rekordspielern, beziehungsweise Top-Vorlagengebern in der Geschichte des EHC Dortmund. Zur Spielzeit 2006/07 ging er für den Königsborner JEC aufs Eis, wo er nach der Saison im Alter von 38 Jahren seine aktive Eishockeykarriere beendete. Beim KJEC übernahm er wenig später das Amt des Trainers.